# Astronomie stelară

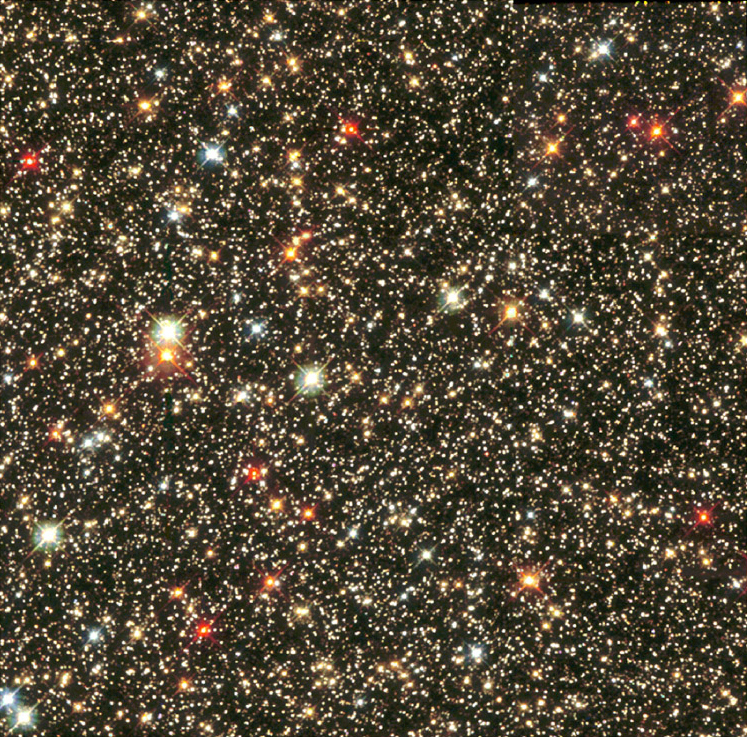
Norul stelar din Săgetător (aflat în Calea Lactee)

Astronomia stelară este o ramură a astronomiei care se ocupă cu studiul stelelor și al evoluției stelelor.